# Дозорная книга
Дозорная книга — разновидность писцовой (иначе межевой) книги. 
Термин «дозор» означает «проверку», «обход»,  «осмотр». Дозорные книги составлялись писцами («дозорщиками») в XVI—XVIII веках в России, по челобитью местного населения, просившего о «дозоре», то есть о проверке соответствия между размером оклада налогов и платежеспособностью населения. Дозорщики  лично проверяли положение дел на местах, изучали документы, осматривали земли — «дозирали». В них фиксировалось состояние тягла населения, определялись лица для налогообложения по данным дозора. Дозорные книги относились к категории регистрационной документации, составлялись по территориальному принципу.  
Дозорные книги возникли  в приказном делопроизводстве в 70-е годы XVI века. Обычно эти книги составлялись по отдельным уездам, но в начале XVII века дозорами была охвачена значительная территория великорусского центра страны и Поморья. Многие дозорные книги были составлены в 1613 году, по окончании Смутного времени.  
Проведение «дозоров» было экстренной мерой: в основном они проводились после стихийных бедствий, войн и прочих катастроф, в результате которых выплата налогов в прежнем размере становилась невозможной. Составители дозорных книг не мерили и не межевали земли, а опирались на сведения, предоставляемые  землевладельцами. Составление дозорные книг имело характер временного мероприятия, составлялись поспешно, часто усилиями местной администрации.  Когда правильность сообщённых сведений подтверждалась, то дозорная книга заменяла при сборе налогов писцовую. В дозорных книгах перечислялись административные и торговые постройки, церкви,  монастыри, дворы и их  владельцы, пахотные земли, покосы, находящиеся в частном или государственном владении. Некоторые книги описывали  убранство приходских и монастырских церквей, перечисляли иконы, книги, церковную утварь, священнические облачения и колокола.
Дозорные книги охватывают следующие годы: 1615, 1623-1624, 1646 (о вновь поставленных дворах), 1671 (о выбывших), 1678, 1709-1710. 